# الخبطن (أرحب)

تعديل مصدري - تعديل

الخبطن هي إحدى قرى عزلة بني على بمديرية أرحب التابعة لمحافظة صنعاء، بلغ تعداد سكانها 509 نسمة حسب تعداد اليمن لعام 2004.